# Jorge Salinas
Jorge Salinas Pérez (Cidade do México, 27 de julho de 1968), mais conhecido como Jorge Salinas, é um ator mexicano. É muito conhecido na América Latina por protagonizar novelas para a Televisa, como La que no podía amar, Mi corazón es tuyo ao lado de Silvia Navarro, entre outras.

## Biografia
Desde muito pequeno seu sonho e do seu pai era que Jorge fosse um piloto de avião, mas foi aos 20 anos quando definitivamente decidiu encaminhar seus passos para a atuação, depois de realizar uma pequena participação em uma obra de teatro, em seguida ele se inscreveu no (CEA) Centro de Educación Artística da Televisa, escola que ingressou em 1990.
A primeira participação de Jorge no meio do espetáculo foi no filme Viva El Chubasco, ao lado de Antonio Aguilar e Eulalio González. Depois, recebeu duas oportunidades na  televisão em 1991: a primeira, na telenovela Cadenas de amargura ao lado de Daniela Castro, sob a produção de Carlos Sotomayor; a segunda foi em Valeria y Maximiliano, protagonizada por Letícia Calderón e Juan Ferrara, também com o comando de Carlos Sotomayor.
Logo apareceu no filme Como Cualquier Noche, e mas tarde realizou várias telenovelas, entre as que Jorge se destacou estão El abuelo y yo e Dos mujeres, un camino. Foi no ano de 1999 quando recebeu sua primeira oportunidade como protagonista em Tres mujeres, interpretando Sebastián Méndez, e compartilhando cenas com Karyme Lozano. Esta telenovela definitivamente o consagrou no gosto do público, lhe convertendo em galã do momento.
Em 2000 Jorge protagonizou ao lado de Lucero e Jaime Camil, a telenovela Mi destino eres tú, e em 2001 foi protagonista de Atrévete a olvidarme com a atriz Adriana Fonseca, também formou parte do elenco de Las vías del amor como outro personagem protagonista. Ainda no ano de 2003 ele teve grande atuação em Mariana de la noche protagonizando Ignacio Lugo Navarro, com a atriz Alejandra Barros, César Évora, e novamente com Adriana Fonseca.
Atuou também Fuego en la sangre, novela que comparte créditos com os atores Eduardo Yáñez, Adela Noriega, Nora Salinas, Pablo Montero e Elizabeth Álvarez sua noiva, entre outros grandes atores.
Jorge atuou no filme Labios rojos de Rafael Lara, no qual fez par com a atriz Silvia Navarro. As filmagens tiveram em junho de 2007 na Cidade do México, e terminaram em outubro do mesmo ano.
Em 2014 protagonizou Mi corazón es tuyo, novela de Juan Osorio onde é protagonista junto a Silvia Navarro, a novela fez tanto sucesso que se transformou em obra de teatro.
Protagonizou Pasión y Poder com Susana González e Fernando Colunga.

## Vida pessoal
Em 1996 esteve em um relacionamento com Adriana Cataño, com quem teve uma filha chamada Gabriela. Jorge foi casado por alguns anos com a peruana Fátima Boggio. Deste relacionamento, eles tiveram gêmeos nascidos em 26 de julho de 2004. Durante o casamento entre Salinas e Boggio, Andrea Nolli disse que teve um romance com Salinas, do qual nasceu Valentina. Apesar da infidelidade de Salinas, Boggio prosseguiu com o casamento. Em fevereiro de 2008, Salinas anunciou o divórcio após os rumores de que estava tendo um relacionamento com sua colega de elenco Elizabeth Álvarez. Em 2010, Boggio o denunciou por maus-tratos.
No dia 15 de outubro de 2011 casou-se com a atriz Elizabeth Álvarez. Na madrugada de 2 de dezembro de 2015, no hospital El Paso, Texas, Estados Unidos, nasceu os gêmeos, fruto de uma relação com Elizabeth Álvarez. Os gêmeos Máxima e León estavam previstos para vir ao mundo somente no final do ano ou início de 2016, porém eles se adiantaram e nasceram no começo do mês de dezembro de 2015.

## Filmografia

### Televisão
| Ano  | Título                       | Personagem                                    | Notas                                   |
| ---- | ---------------------------- | --------------------------------------------- | --------------------------------------- |
| 1991 | Cadenas de amargura          | Roberto                                       |                                         |
| 1991 | Valeria y Maximiliano        | Damián Souberville                            |                                         |
| 1992 | El abuelo y yo               | Ernesto                                       |                                         |
| 1992 | Mágica juventud              | Héctor                                        |                                         |
| 1993 | Dos mujeres, un camino       | Ángel                                         |                                         |
| 1995 | Morelia                      | Beto Solorzano                                |                                         |
| 1996 | Canción de amor              | Damián                                        |                                         |
| 1996 | Mi querida Isabel            | Alejandro                                     |                                         |
| 1996 | Mujer, casos de la vida real | Alonso                                        | Episódie: "El amor, siempre es el amor" |
| 1997 | Mujer, casos de la vida real | —                                             | Episódio: "Hermanas"                    |
| 1997 | María Isabel                 | Ruben                                         |                                         |
| 1999 | Tres mujeres                 | Sebastián Méndez                              |                                         |
| 2000 | Mi destino eres tú           | Eduardo Rivadeneira Del Encino                |                                         |
| 2001 | Atrévete a olvidarme         | Daniel González                               |                                         |
| 2002 | Las vías del amor            | Gabriel Quesada Barragán                      |                                         |
| 2003 | Mariana de la noche          | Ignacio Montenegro Vargas                     |                                         |
| 2005 | La esposa virgen             | José Guadalupe Cruz                           |                                         |
| 2006 | La fea más bella             | Rolando "Ruli"                                | Episódios: "23-26 de janeiro de 2006"   |
| 2008 | Fuego en la sangre           | Óscar Robles Reyes                            |                                         |
| 2011 | La que no podía amar         | Rogelio Montero Baez                          |                                         |
| 2012 | Qué bonito amor              | Santos Martínez de la Garza                   |                                         |
| 2014 | Mi corazón es tuyo           | Fernando Lascurain Borbolla                   |                                         |
| 2015 | Pasión y poder               | Arturo Montenegro Rivas                       |                                         |
| 2019 | Un poquito tuyo              | Antonio Solano Díaz                           |                                         |
| 2020 | Te doy la vida               | Ernesto Rioja Armida/ Miguel Hernández Flores |                                         |
| 2021 | SOS me estoy enamorando      | Vicente Ramos                                 |                                         |
| 2022 | Amores con engañan           | Víctor Manuel                                 | Ep 9: ayuda del más allá                |
| 2023 | Perdona nuestros pecados     | Armando Quiroga Solís                         |                                         |
| 2024 | El ángel de Aurora           | Antonio Murrieta Martínez                     |                                         |
| 2024 | Juegos interrumpidos         | Damián Valle                                  |                                         |

### Cinema
| Ano  | Título                                         | Personagem     | Notas                                        |
| ---- | ---------------------------------------------- | -------------- | -------------------------------------------- |
| 1983 | Viva el chubasco                               |                | Debut film                                   |
| 1992 | Como cualquier noche                           |                | Curta-metragem                               |
| 1998 | ¡Engañame!, si quieres                         | Sr. Gómez      |                                              |
| 1999 | Sexo, pudor y lágrimas\|Sexo, pudor y lágrimas | Miguel         |                                              |
| 2000 | Amores perros                                  | Luis           |                                              |
| 2003 | La hija del caníbal                            | Security guard |                                              |
| 2011 | La otra familia                                | Jean Paul      | Ind— Canacine Awards for Mexican Ator do Ano |
| 2011 | Labios rojos                                   | Ricardo        |                                              |
| 2015 | The Fifth Sun                                  | Aaron          | Pré-produção                                 |
| 2018 | Mi pequeño gran hombre                         | Leon Godoy     |                                              |

## Teatro
- Aventurera (2003-2010)[4]
- Perfume de gardenias (2010)
- Mi corazón es tuyo (2015)
- Variaciones enigmáticas (2017)[5]

## Prêmios e Indicações
| Ano  | Festival                             | Categoria                                       | Nomeações               | Resultado |
| ---- | ------------------------------------ | ----------------------------------------------- | ----------------------- | --------- |
| 2000 | Prêmio TVyNovelas                    | Melhor Ator Protagonista                        | Tres mujeres            | Venceu    |
| 2000 | Prêmios Bravo                        | O Galã mais Popular da TV                       | Tres mujeres            | Venceu    |
| 2001 | Prêmio TVyNovelas                    | Melhor Ator Protagonista                        | Mi destino eres tú      | Indicado  |
| 2001 | Prêmio TVyNovelas                    | Melhor Beijo (com Lucero)                       | Mi destino eres tú      | Venceu    |
| 2003 | Prêmio TVyNovelas                    | Melhor Ator Protagonista                        | Las vías del amor       | Indicado  |
| 2004 | Prêmio TVyNovelas                    | Melhor Ator Protagonista                        | Mariana de la noche     | Indicado  |
| 2004 | Prêmios Las Palmas de Oro            | Melhor Ator                                     | Mariana de la noche     | Venceu    |
| 2009 | Prêmio TVyNovelas                    | Melhor Ator Protagonista                        | Fuego en la sangre      | Indicado  |
| 2012 | Premios Canacine de Cinema Mexicano  | Ator Mexicano do Ano                            | La otra familia         | Indicado  |
| 2012 | Prêmio TVyNovelas                    | Melhor Ator Protagonista                        | La que no podía amar    | Venceu    |
| 2012 | Prêmios People en Español            | Melhor Ator                                     | La que no podía amar    | Indicado  |
| 2012 | Prêmios People en Español            | Melhor Par Romântico (com Ana Brenda Contreras) | La que no podía amar    | Venceu    |
| 2012 | Premios Juventud                     | ¡Esta buenísimo!                                | La que no podía amar    | Indicado  |
| 2012 | Prêmio TV Adicto Golden Awards       | Melhor Vilão                                    | La que no podía amar    | Venceu    |
| 2013 | Prêmios People en Español            | Melhor Ator                                     | Qué bonito amor         | Indicado  |
| 2013 | Prêmios People en Español            | Melhor Par Romântico (com Danna García)         | Qué bonito amor         | Indicado  |
| 2014 | Prêmios People en Español            | Melhor Ator                                     | Mi corazón es tuyo      | Indicado  |
| 2014 | Prêmios People en Español            | Melhor Par Romântico (com Silvia Navarro)       | Mi corazón es tuyo      | Indicado  |
| 2015 | Prêmio TVyNovelas                    | Melhor Ator Protagonista                        | Mi corazón es tuyo      | Indicado  |
| 2015 | Premios Juventud                     | Meu Protagonista Favorito                       | Mi corazón es tuyo      | Venceu    |
| 2016 | Prêmio TVyNovelas                    | Melhor Ator Protagonista                        | Pasión y poder          | Indicado  |
| 2016 | Prêmios Bravo                        | Melhor Ator                                     | Pasión y poder          | Venceu    |
| 2017 | Prêmios Cartelera de Teatro Mexicano | Melhor Ator                                     | Variaciones enigmáticas | Indicado  |